# 9565 Тихонов
9565 Ти́хонов (9565 Tikhonov) — астероїд головного поясу, відкритий 18 вересня 1987 року.
Тіссеранів параметр щодо Юпітера — 3,543.